# Abbazia di Ferrania
Il complesso abbaziale dei Santi Pietro e Paolo - conosciuta localmente anche come abbazia di Ferrania - è un luogo di culto cattolico situato nella frazione di Ferrania, in Borgo San Pietro, nel comune di Cairo Montenotte in provincia di Savona. La chiesa è sede della parrocchia omonima della zona pastorale Savonese della diocesi di Acqui.
L'intero complesso abbaziale medievale venne successivamente adibito in gran parte ad abitazioni private, con la sola eccezione della chiesa parrocchiale.

## Storia e descrizione

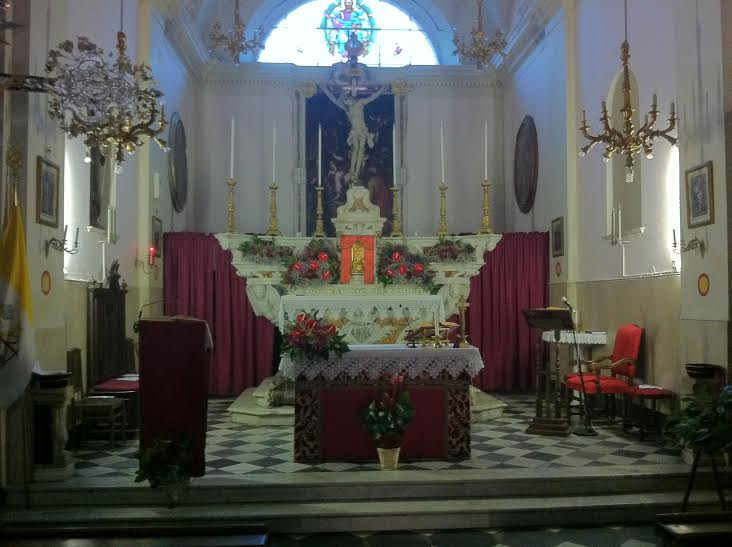
L'altare maggiore della chiesa

L'abbazia venne fondata nell'anno 1096, in un territorio un tempo sottoposto all'abbazia di San Salvatore di Giusvalla, per volere del marchese Bonifacio del Vasto (qui venne tumulata, nel XII secolo, la sua seconda moglie Agnese di Vermandois, nuora di Adelaide di Susa) e del nipote Enrico del Vasto. Ebbe come primo superiore preposito il futuro arcivescovo di Milano, Pietro Grossolano. Notizie di donazioni di terre ai canonici regolari di Sant'Agostino si hanno nel 1097 e 1111. Nel 1179 vi è sottoposto l'ospedale di Fornelli e l'annessa chiesa di Santa Maria a Pallare.
Nel 1345 i Del Carretto entreranno in contrasto con la famiglia astigiana degli Scarampi per la giurisdizione su "Ferranica", antico nome di Ferrania. La contesa venne chiusa a favore degli Scarampi direttamente dall'arcivescovo di Genova.
Nel 1400 si ha notizia della totale mancanza di canonici, ma l'abbazia rimase soggetta alla Santa Sede. Venne affidata in patronato ad Antonio Scarampo (1401), con l'obbligo di ripristinare gli edifici fatiscenti.
Nel 1747 con l'estinzione della famiglia Scarampi la proprietà della struttura, nel frattempo decaduta a semplice commenda (dedicata ai santi Maurizio e Lazzaro), venne riconosciuta solo in epoca napoleonica dopo una lunga lite al marchese Seyssell d'Aix. Il possedimento fu quindi acquistato nel 1818 dal marchese Marcello Luigi Maria Durazzo e nel 1848 passò in eredità alla figlia Nicoletta, e quindi al figlio di questa, Marcello De Mari che diede grande impulso all'attività agricolo-forestale del luogo, trasformando il complesso in tenuta agricola.
Nel 1915 sorgono su parte dei terreni di proprietà alcuni stabilimenti industriali. Iniziò, successivamente, un lento ed inesorabile declino che si arrestò solo con i primi interventi di recupero iniziati sul finire del XX secolo.